# Tuberculobruchus natalensis
Tuberculobruchus natalensis is een keversoort uit de familie bladkevers (Chrysomelidae). De wetenschappelijke naam van de soort werd in 1903 gepubliceerd door Maurice Pic.